# Inganno ad Atlantic City
Inganno ad Atlantic City (Gunshy) è un film del 1998 diretto da Jeff Celentano.
Presentato al Santa Barbara Film Festival, in Italia è uscito direttamente in VHS il 1º maggio 1999. I protagonisti sono William Petersen, Diane Lane e Michael Wincott.

## Trama
Quando il famoso giornalista Jake Bridges scopre che la sua fidanzata lo tradisce, decide di andare ad Atlantic City per cercare di iniziare una nuova vita. In un bar viene coinvolto in una rissa e viene salvato da Frankie, un piccolo gangster del luogo. Ferito e senza un posto dove stare, Jake viene ospitato da Frankie, che vive con la fidanzata Melissa, di cui Jake finisce per innamorarsi.